# Guillaume de Baillou
Guillaume de Baillou, dit Ballonius, est un médecin français, né à Paris en 1538 et mort en 1616. Auteur d'observations épidémiques à Paris de 1570 à 1579, il est considéré comme l'un des fondateurs de l'épidémiologie moderne.

## Biographie
Son père était Nicolas de Baillou, originaire de Nogent-le-Rotrou, célèbre géomètre et architecte connu en son temps. Après des études de latin, grec, et philosophie, il enseigna d'abord ces matières à l'université de Paris. Il prend le parti d'étudier la médecine, où il est reçu bachelier en 1568 et docteur en 1570. Redoutable dans les disputatio par la vivacité et la force de ses arguments, il reçoit le surnom de « fléau des bacheliers ».
Il est élu, pour un an, doyen de l'université de Paris en 1580 et reconduit en 1581. Durant ces deux années, l'université est déchirée par un conflit : les chirurgiens veulent créer un cinquième corps (en sus de ceux de théologie, droit, médecine et sciences appelées alors arts libéraux). Ils ont des lettres patentes du roi Henri III datées de 1577 et un indult du pape Grégoire XIII de 1579. Ils tentent le fait accompli en organisant cours, examens, soutenances de thèses et en invitant des personnes de qualité. Guillaume de Baillou s'y oppose activement, faisant porter l'affaire devant le Parlement de Paris pour la vérification des pièces. Les doyens successeurs de Baillou finiront ainsi par obtenir gain de cause contre les chirurgiens.
Par la suite, Guillaume de Baillou pratique la médecine, en s'inspirant des ouvrages cliniques d'Hippocrate dont il avait une connaissance profonde. Sa réputation est telle qu'Henri IV le choisit en 1601 pour être le premier médecin du dauphin. Baillou décline l'offre, préférant aux honneurs de la vie de cour, sa vie privée et l'écriture de ses ouvrages.
Il meurt en 1616, âgé de 78 ans, en laissant de nombreux manuscrits. Il était alors l'Ancien de l'université de Paris. Il fut inhumé dans l'église Saint-Paul de Paris.
Il eut quatre enfants dont deux fils, l'un destiné à devenir médecin, préféra abandonner la famille pour se faire capucin. L'autre devint inspecteur des troupes, et resta sans descendance. Les manuscrits de Baillou furent légués à Jacques Thevard, son petit-neveu par sa femme, et à Simon Le Letier, petit-neveu par sa sœur, tous deux docteurs de la Faculté et qui se chargèrent de les publier.

## Travaux
Il fut l'un de ceux qui contribuèrent le plus à ramener la médecine à l'étude des faits. Nicolas Éloy (1714-1788) lui reproche d'écrire sans ordre, de charger son style de mots grecs et de s'être intéressé à l'astrologie, mais en concluant :
« On est cependant obligé d'avouer qu'il est bon observateur et qu'il est de la plus grande exactitude dans ce qu'il rapporte sur l'histoire des maladies, et qu'il ne donne pas aisément dans les bruits du public ».
C'est-à-dire qu'il reste prudent et sceptique devant les rumeurs populaires accompagnant le déroulement des épidémies.
On trouve dans ses ouvrages des notions intéressantes sur les maladies épidémiques. Celui qui intéresse le plus les historiens est Epidemorium & Ephemeridum Libri duo, 1640. C'est un recueil d'observations épidémiques à Paris de 1570 à 1579. Il est le premier à effectuer une description clinique authentique de la coqueluche en 1578, faite sous le nom de Tussis quintina. Il en parle comme d'une maladie ayant déjà plusieurs noms populaires, mais non encore médicalement reconnue. Il paraît aussi avoir bien connu le croup, et les oreillons.
Il est le premier à avoir utilisé le mot rhumatisme, dans un sens moderne, dans son ouvrage Liber de Rheumatismo & Pleuritide dorsalis, Paris, 1642 (probablement tuberculose osseuse). Il décrit aussi une « fièvre rhumatismale » (probablement rhumatisme articulaire aigu) notamment avec péricardite constrictive.

## Ouvrages
Ses œuvres complètes, réunies par les soins de Jacques Thévard, ont été imprimées sous le titre de : Opera medica omnia, Paris, 1635, 1640, 1643, 1649, 4 volumes in-4 ; Venise, 1734, 1735, 1734, 4 tomes en 2 volumes in-4 ;  Genève, 1762, 4 volumes in-4 avec une préface de Théodore Tronchin, éditeur.
Guillaume de Baillou, Les Deux livres des Épidémies et Éphémérides ; introduction et notes de Joël Coste, texte établi et traduit par Hélène Maggiori et Joël Coste. Paris : Les Belles Lettres, 2021. (Science et humanisme ; 12).  (ISBN 978-2-251-45176-3)